# Третий кризис в Тайваньском проливе
Третий кризис в Тайваньском проливе — события 1995—1996 гг., выразившиеся в эскалации военной активности в Тайваньском проливе, участниками которых стали, с одной стороны, Китайская Народная Республика, с другой — Тайвань (Китайская республика) и Соединённые Штаты Америки, и связанные с президентскими выборами на Тайване в марте 1996 г.

## Предшествующие события
Пекинское правительство рассматривает Тайвань как неотъемлемую часть Китая, в то время как на Тайване сильны сепаратистские настроения. Последние после отмены военного положения и демократизации внутриполитической жизни в конце 1980-х гг. нашли отражение в популярном общественном дискурсе, который в политическое поле вывела Демократическая прогрессивная партия. К середине 1990-х гг. вопрос независимости Тайваня, будучи самым дискуссионным в общественной и политической жизни островного государства, занял важное место в программах кандидатов на назначенных на 23 марта 1996 г. первых в истории Китайской республики прямых президентских выборов, на которых выдвигались представители как Гоминьдана, так и ДПП.
С 1990 г. Тайвань проводит «гибкую политику» в отношении КНР, исходя из того, что «содержательные отношения» сторон важнее официальных. Но тайваньская сторона стремится повысить свой престиж за рубежом и расширить сферу контактов. В 1995 г. по рекомендации конгресса государственный департамент США выдал визу ставшему в 1988 г. президентом Тайваня Ли Дэнхуэю, который нанес частный визит в США и посетил Корнеллский университет, выпускником которого он является. Хотя американская сторона заранее уведомила КНР о своем намерении выдать визу Ли Дэнхуэю, власти КНР выступили с энергичным осуждением позиции госдепартамента.

## Инцидент
В 1995—1996 гг. вооружённые силы КНР осуществили несколько серий учебных пусков боевых ракет и военно-морских маневров в непосредственной близости от территорий, контролируемых Тайванем. Основной целью этих военных демонстраций было оказание давления на действующего президента Ли Дэнхуэя, поддерживавшего политическую дискуссию о независимости Тайваня и выдвинувшегося на следующий срок, и тайваньских избирателей в преддверии президентских выборов.
Акция КНР была с тревогой воспринята на Тайване и в США, Вашингтон выступил с осуждением действий Китая. Ответной силовой демонстрацией стала отправка американских боевых кораблей в зону Тайваньского пролива: в марте 1996 президент США Билл Клинтон принял решение о направлении в зону Тайваньского пролива двух авианосных групп с целью продемонстрировать поддержку Тайваня. АУГ № 7 во главе с авианосцем «Нимиц» и десантным кораблем «Беллью Вуд» прошла Тайваньским проливом, АУГ № 5 во главе с авианосцем «Индепенденс» оставалась в международных водах к востоку от Тайваня.
Эта военная акция продемонстрировала готовность США выполнить союзнические обязательства перед Тайванем в соответствии с «Законом об отношениях с Тайванем» 1979 г. и защитить его от агрессивных действий со стороны КНР. Однако противостояние не дошло до горячей фазы. Пекинское правительство вынужденно предприняло шаги по деэскалации конфликта. Китайские власти по дипломатическим каналам передали США просьбу не вводить боевые корабли непосредственно в Тайваньский пролив. Американская администрация официально ответила, что не примет на себя обязательств, способных ограничить её действия в поддержку Тайваня. Но американские корабли не вошли в пролив, оставшись в непосредственной близости от него.
Президент Тайваня Ли Дэнхуэй проявляет сдержанность в вопросе провозглашения независимости. Но он подверг ревизии прежний посыл тайваньской политики относительно того, что существует «только один Китай». Тайваньское руководство акцентирует фактическое существование КНР и Тайваня в качестве равных субъектов, хотя один из них не называет себя государством. Не отвергая объединения с КНР в будущем, Тайбэй заявляет, что в настоящее время продолжается «этап двух Китаев», и формула «существует только один Китай» не соответствует содержанию этого этапа.
Российская Федерация признает официальную позицию КНР в тайваньском вопросе. Она установила и поддерживает неофициальные связи с Тайванем с 1992 г.
Тайваньский кризис, однако, оказал заметное влияние на экономику Китайской Республики (Тайвань). Во время кризиса фондовый рынок упал на 17 % в. Остров потерял значительное количество капитала и цены на недвижимость упали.

### После инцидента
Напряженность в тайваньском вопросе после выборов постепенно снизилась, и отношения между КНР и США улучшились. Осенью 1997 года США посетил председатель КНР Цзян Цзэминь, а в июне 1998 года в КНР нанес визит президент США Билл Клинтон.